# 29549 Sandrasbaragli
29549 Sandrasbaragli este o planetă minoră (asteroid), cu un diametru de 4,933 km, din centura de asteroizi. A fost descoperită pe 25 ianuarie 1998 la stazione osservativa di Asiago Cima Ekar⁠(d) de Maura Tombelli⁠(d). 
Obiectul prezintă o orbită caracterizată de o semiaxă mare de 2,8139118 UAi, o excentricitate de 0,13, o înclinație de 10,01253 ° în raport cu ecliptica.